# Diószegi István (történész)
Diószegi István (Szeged, 1930. szeptember 20. – Budapest, 2020. május 26.) magyar történész, 1991-től 1999-ig a Magyar Történelmi Társulat elnöke.

## Kutatási területe
Főleg az Osztrák–Magyar Monarchia történelmével és diplomáciatörténettel foglalkozott.

## Életpályája
Az ELTE történeti könyvtárának munkatársa (1953–57), ezután az új és legújabb kori egyetemes történeti tanszéken tanár, majd tanszékvezető (1978–95), a BTK dékánja (1979–82), a Magyar Történelmi Társulat elnöke 1992–99-ben, a magyar–osztrák, magyar–francia, magyar–lengyel történész vegyesbizottság és az MTA történelemtudományi bizottsága, valamint az Acta Historica Academiae Scientiarum Hungaricae és a Történelmi Szemle szerkesztőbizottsági tagja, kandidátus (1962), akadémiai doktor (1978) és az Első Világháborús Centenáriumi Emlékbizottság Tudományos Tanácsadó Testületének a tagja.

## Főbb művei
- Ausztria-Magyarország és Bulgária a San Stefanó-i béke után: 1878–1879. Budapest: Akadémiai. 1961.  = Értekezések a Történeti Tudományok Köréből,
- Ausztria–Magyarország és a francia–porosz háború: 1870–1871. Budapest: Akadémiai. 1965.
- Újkori és legújabbkori egyetemes történet: Nemzetközi kapcsolatok története: 1789–1914. Budapest: Tankönyvkiadó. 1966.
- Klasszikus diplomácia, modern hatalmi politika. Budapest: Gondolat. 1967.
- Nemzetközi kapcsolatok története: 1789–1918. Budapest: Tankönyvkiadó. 1969.
- Hazánk és Európa. Budapest: Magvető. 1970.  = Elvek és Utak,
- Két világháború árnyékában: Nemzetközi kapcsolatok története 1919–1939. Budapest: Gondolat. 1974.
- Nemzet, dinasztia, külpolitika. Budapest: Magvető. 1979.  = Gyorsuló Idő,
- Hungarians in the Ballhausplatz: Studies on the Austro-Hungarian common foreign policy. Budapest: Corvina. 1983.  = Corvina Books,  ISBN 963-13-0933-9
- A magyar külpolitika útjai: Tanulmányok. Budapest: Gondolat. 1984.  ISBN 963-281-371-5
- Die Aussenpolitik der Österreichisch-Ungarischen Monarchie, 1871-1877. Wien: Böhlaus; Budapest: Akadémiai. 1985.  ISBN 963-05-5036-9
- A nemzetközi politika története 1914–1939. Budapest: Magyar Szocialista Munkáspárt Politikai Főiskola, Nemzetközi Politika Tanszék. 1985.
- A Ferenc József-i kor nagyhatalmi politikája. [Budapest]: Kossuth. 1987.  = Népszerű Történelem,  ISBN 963-09-3121-4
- Üllő és kalapács: Nemzetiségi politika Európában a XIX. században. Budapest: Magyarságkutató Intézet. 1991.  = A Magyarságkutatás Könyvtára,  9. ISBN 963-8105-08-9
- A két világháború közötti időszak diplomáciatörténete, 1919–1939. Budapest: Ikva. 1992.  = Korszerű Történelem Érettségizőknek És Felvételizőknek,  ISBN 963-7757-06-6
- Die Protokolle des gemeinsamen Ministerrates der Österreichisch-Ungarischen Monarchie 1883–1895. Bearb. von István Diószegi. [Budapest]: Akadémiai ny. 1993.  ISBN 963-05-6365-7
- A hatalmi politika másfél évszázada, 1789–1939. Budapest: História; MTA Történettudományi Intézet. 1994.  = História Könyvtár / Monográfiák,  ISBN 963-8312-15-7
- Diószegi István – Galántai József – Sipos Péter: Háborúból háborúba, békétől békéig. 1914–1947. Összeáll., kieg., szerk. Szigeti László, térképek Bíró László. Budapest: Ikva. 1994.  = Történelmi Kézikönyvtár,  ISBN 963-265-033-6
- A kulisszák mögül…: A diplomácia története 1919-től 1939-ig. [Budapest]: Paginarium. 1996.  = Diákkönyvtár Történelemből,  ISBN 963-85390-2-X
- Bismarck és Andrássy: Magyarország a német hatalmi politikában a XIX. század második felében. Budapest: Teleki László Alapítvány. 1998.  ISBN 963-03-6038-1
- A Ferenc József-i kor: Magyarország története 1849–1918. Budapest: Vince. 1999.  ISBN 963-9192-28-7
- Bismarck und Andrássy: Ungarn in der deutschen Machtpolitik in der 2. Hälfte des 19. Jahrhunderts. Németre ford. Albrecht Friedrich. Wien; München: Oldenbourg; Budapest: Teleki László Stiftung. 1999.  ISBN 963-03-8262-8
- Egyetemes történeti szöveggyűjtemény, 1789–1914. Szerk. Diószegi István. Budapest: Korona. 2001.  ISBN 963-9191-76-0
- Az Osztrák–Magyar Monarchia külpolitikája, 1867–1918. Budapest: Vince. 2001.  ISBN 963-9323-25-X

## Díjak, elismerések
- Akadémiai Díj (1973, 1995)
- Anton Gindely-díj (1994)
- Ránki György-díj (2000)
- Apáczai Csere János-díj (2002)
- Habsburg Alapítvány Életmű Díja (2003)